# Юбилейное (печенье)
«Юбилейное» — торговая марка сахарного печенья, выпускаемого в России с 1913 года. Печенье прямоугольной формы, жёлтого цвета, хрустящее.

## История
Впервые печенье «Юбилейное» было изготовлено в Москве на кондитерской фабрике товарищества «С. Сиу и Ко» («семья Сиу и компания»), основанного французским парфюмером Адольфом Сиу. Выпуск этого печенья был приурочен к 300-летию династии русских царей Романовых в 1913 году. В 1920 году, после национализации, фабрика была переименована в «Большевик».
В 1993 году АООТ «Большевик» запатентовало рецептуру печенья «Юбилейное». Фабрика «Большевик» в 1994 году была приобретена французской компанией Danone, в 2007 году весь бисквитный бизнес Danone продан компании Kraft Foods, в результате новым владельцам перешли права и на торговую марку и рецептуру печенья; в 2013 году снековый бизнес Kraft Foods выделен в компанию Mondelēz International.
В 2013—2014 годы печатный рисунок на печенье содержал надпись «100 лет» — в честь столетия начала выпуска «Юбилейного».
По состоянию на 2017 год печенье «Юбилейное» производится на фабрике «Большевик» в Собинке Владимирской области (на которую в 2011—2012 годы выведено производство с московской фабрики «Большевик») и на кондитерском комбинате «Кубань» в Тимашёвске Краснодарского края.

## Рецептура
Состав советского печенья (в граммах): мука высшего сорта 100, крахмал маисовый 7,4, сахарная пудра 29, инвертный сироп 4, маргарин 35, молоко цельное 3,5, меланж 5, ванильная пудра 0,7, соль 0,7, сода 0,7, аммоний 0,4, эссенция 0,2. Вес готовой продукции 161,52 г.
Все компоненты смешивают, затем частями добавляют муку.